# 工字梁

振動的工字梁圖示

宽翼缘工字钢和窄翼缘工字钢

工字梁，是截面为工字形状的长条钢材。是結構工程中所用的樑或柱子的構建用鋼材總稱，又稱工字鐵，因横截面如中文“工”字而得名。按照欧拉-白努力樑理论（Euler–Bernoulli beam theory），这种结构抗彎曲和抗剪切刚度很强，但抗扭转刚度则较差。

## 歷史
1849年Forges de la Providence獲得專利。

## 總覽
目前的工字樑主要有兩種。一種是轧制型鋼（Rolled I-beam），還有一種是平面大樑（Plate girder）。
轧制型鋼可以用冷轧制（cold rolling）或熱轧制（hot rolling），擠壓卷曲來獲得。而平面大樑可以用焊接或用水泥覆蓋來獲得。

## 設計
各種不同型號和大小的型鋼被廣泛應用在建造工業中。可利用的平臺提供了一個選擇合適型鋼的可能。H 型鋼即可被當作柱子使用，也可當作樑來使用。
鐵路用的鐵軌形狀也類似工字樑，不過因為要承受車輪的輾壓及摩擦，上部較窄但較厚，下部較寬且較薄。

## 种类
- 以所用钢的材料划分：工字钢可用A3F低碳钢轧制；也有用A5、15MnV、16Mn、l8Nbb等钢种轧制者。
- 以截面不同划分：普通工字钢、轻型工字钢和宽翼缘工字钢，在高度相同时，轻型工字钢腰厚较薄，重量较轻，但承载能力大。宽翼缘工字钢又称H型钢，腿内侧没有斜度。
- 以生产方式划分：直轧、斜轧、直斜混合轧和其他轧法的工字钢，近年来出现将钢板焊接成工字钢，用于桥樑等建筑工程。